# Beatriz de Silveira

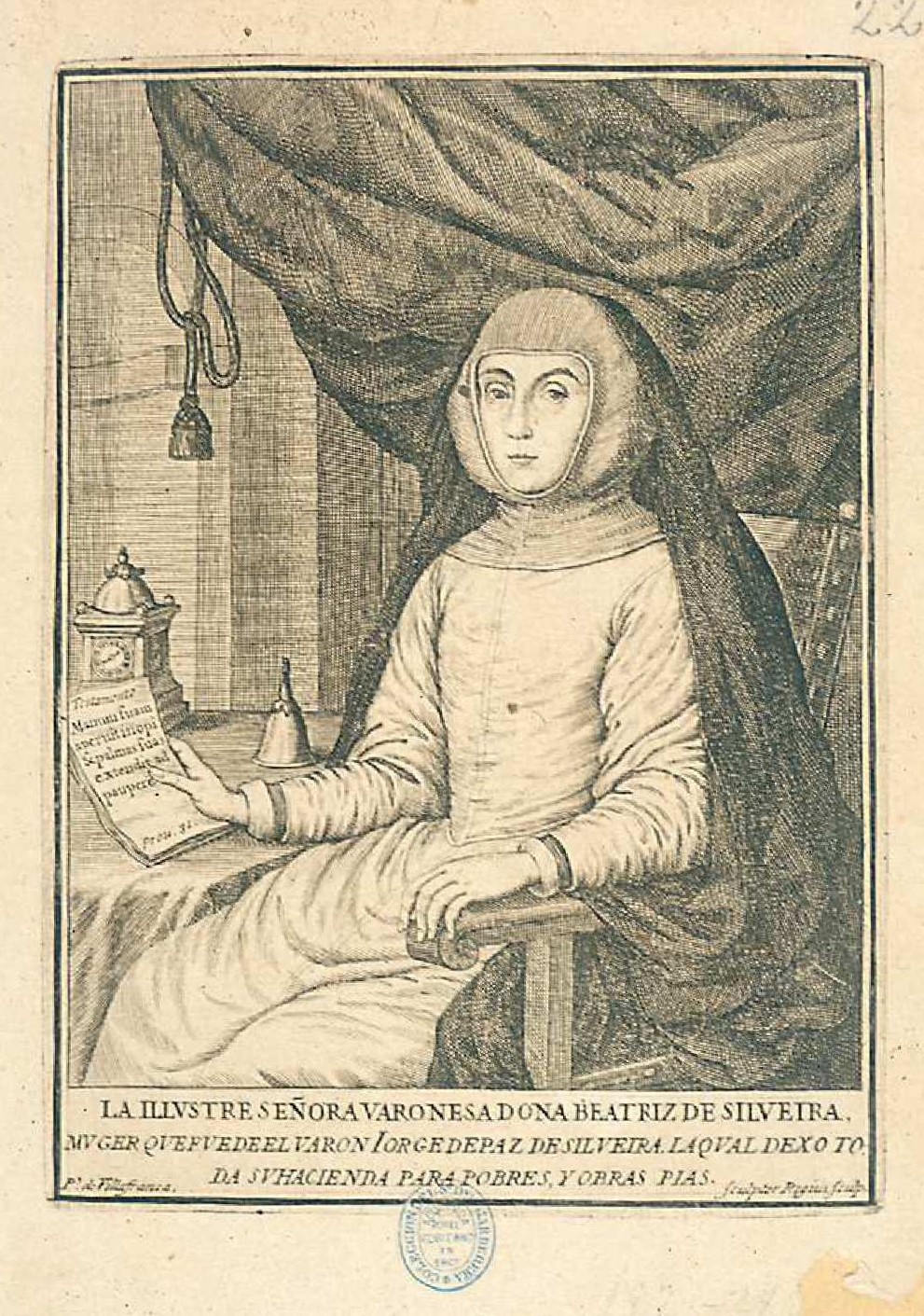
Retrato de Beatriz de Silveira, grabado de Pedro de Villafranca. Inscripción: «La Illustre Señora Varonesa Dona Beatriz de Silveira muger que fue de el Varón Jorge de Paz de Silveira la qual dexó toda su hacienda para pobres y obras pías». Biblioteca Nacional de España

Beatriz de Silveira, baronesa de Silveira, nacida en Lisboa y fallecida en Madrid en 1660, fue la fundadora en la corte del Convento de la Natividad y San José, conocido como convento de las Baronesas, y del colegio menor de los trinitarios descalzos en Salamanca (actual parroquia de San Pablo).
Nacida en Lisboa, presumiblemente a finales del siglo XVI, el 10 de mayo de 1613 está firmada ante el notario lisboeta Francisco de Coello la carta de dote para su matrimonio con Jorge de Paz de Silveira (1580-1647). Al ser los contrayentes primos hermanos hubieron de solicitar licencia al papa. Establecidos en Madrid, su esposo, de origen judeoconverso como algún otro banquero y hombre de negocios portugués avecindado en la corte, hizo fortuna como asentista al servicio de Felipe IV. Como compensación a su apoyo financiero en forma de préstamos a las empresas de la monarquía, recibió títulos y mercedes que le permitieron ascender también en su posición social, comenzando por su naturalización castellana en 1632, lo que le permitía comerciar directamente con América, y la encomienda de San Quintín de Monte Agrazo de la Orden de Cristo en 1640. Al fallecer sin hijos legítimos creó dos mayorazgos que legó a sus sobrinos. Además dejó importantes cantidades de dinero para fundaciones y mandas pías, con las que se fundaría el colegio de los irlandeses de Alcalá de Henares con el título de San Jorge, al que dotaba con 5000 ducados de renta en las carnicerías y juros de Madrid, Alcalá y Cuenca para 30 estudiantes de teología, un hospital para sacerdotes pobres y un convento de clarisas —«las Claras»— también en Alcalá, a los que Beatriz de Silveira agregó el de los trinitarios descalzos de Salamanca y el de las baronesas de Madrid.
Fue su viuda, Beatriz de Silveira, como administradora de sus memorias, quien se encargó de estas fundaciones. Una vez que sus gestiones para fundar en Madrid un convento de trinitarias descalzas se vieron frustradas por el rechazo de la orden, optó por traspasar las rentas para la fundación del convento en un solar de su propiedad en la calle de Alcalá, a las religiosas carmelitas bajo la advocación de Nuestra Señora de la Natividad y san José, que a impulsos de sus gestiones abrazaron también la descalcez.
La fundación se fechó en 1650 y las monjas ocuparon las casas en 1651, aunque el inicio de la construcción de la iglesia se retrasó algunos años. En 1662 se publicó el ceremonial que debían seguir las religiosas conforme a las disposiciones de su fundadora.
También en 1651 fueron firmadas las capitulaciones para la fundación del colegio menor de trinitarios de Salamanca, reservándose Beatriz de Silveira el patronato de la capilla mayor y poniendo como condición la colocación en su fachada de los escudos de su linaje. Para su financiación y conclusión de la obras, que se alargaron hasta 1667, dispuso dos juros en Ávila y uno en Valladolid, además de 2300 ducados en moneda.
A su muerte, en 1660, disponía de los títulos de señora de Silveira, de Cuevas de Calatañazor y de Valdecolmenas de Arriba y contaba con una renta anual de 15 053 428 maravedíes en juros. En su testamento, además de las dotaciones previstas para esta fundaciones, dejaba mandas para los criados de la casa y para sufragar dotes matrimoniales e ingresos en conventos, además de una renta de 12 000 ducados para «soldados estropeados», de cuyo reparto se encargaría el Consejo de Guerra.